# Správní obvod obce s rozšířenou působností Světlá nad Sázavou
Správní obvod obce s rozšířenou působností Světlá nad Sázavou je od 1. ledna 2003 jedním ze tří správních obvodů rozšířené působnosti obcí v okrese Havlíčkův Brod v Kraji Vysočina. Čítá 32 obcí.
Města Světlá nad Sázavou a Ledeč nad Sázavou jsou obcemi s pověřeným obecním úřadem.

## Seznam obcí
Poznámka: Města jsou vyznačena tučně.
- Bělá
- Bojiště
- Číhošť
- Dolní Město
- Druhanov
- Hněvkovice
- Horní Paseka
- Hradec
- Chřenovice
- Jedlá
- Kamenná Lhota
- Kouty
- Kozlov
- Kožlí
- Kunemil
- Kynice
- Ledeč nad Sázavou
- Leština u Světlé
- Malčín
- Nová Ves u Světlé
- Ostrov
- Ovesná Lhota
- Pavlov
- Pohleď
- Prosíčka
- Příseka
- Sázavka
- Služátky
- Světlá nad Sázavou
- Trpišovice
- Vilémovice
- Vlkanov

## Obyvatelstvo
| Rok  | Obyv.  | ± %    |
| ---- | ------ | ------ |
| 1869 | 22 829 | —      |
| 1880 | 23 286 | +2 %   |
| 1890 | 22 813 | −2 %   |
| 1900 | 22 825 | +0,1 % |
| 1910 | 23 560 | +3,2 % |

| Rok  | Obyv.  | ± %     |
| ---- | ------ | ------- |
| 1921 | 22 929 | −2,7 %  |
| 1930 | 21 993 | −4,1 %  |
| 1950 | 18 537 | −15,7 % |
| 1961 | 19 714 | +6,3 %  |
| 1970 | 19 681 | −0,2 %  |

| Rok  | Obyv.  | ± %    |
| ---- | ------ | ------ |
| 1980 | 21 013 | +6,8 % |
| 1991 | 21 414 | +1,9 % |
| 2001 | 20 848 | −2,6 % |
| 2011 | 20 162 | −3,3 % |
| 2021 | 19 902 | −1,3 % |